# Ayuntamiento

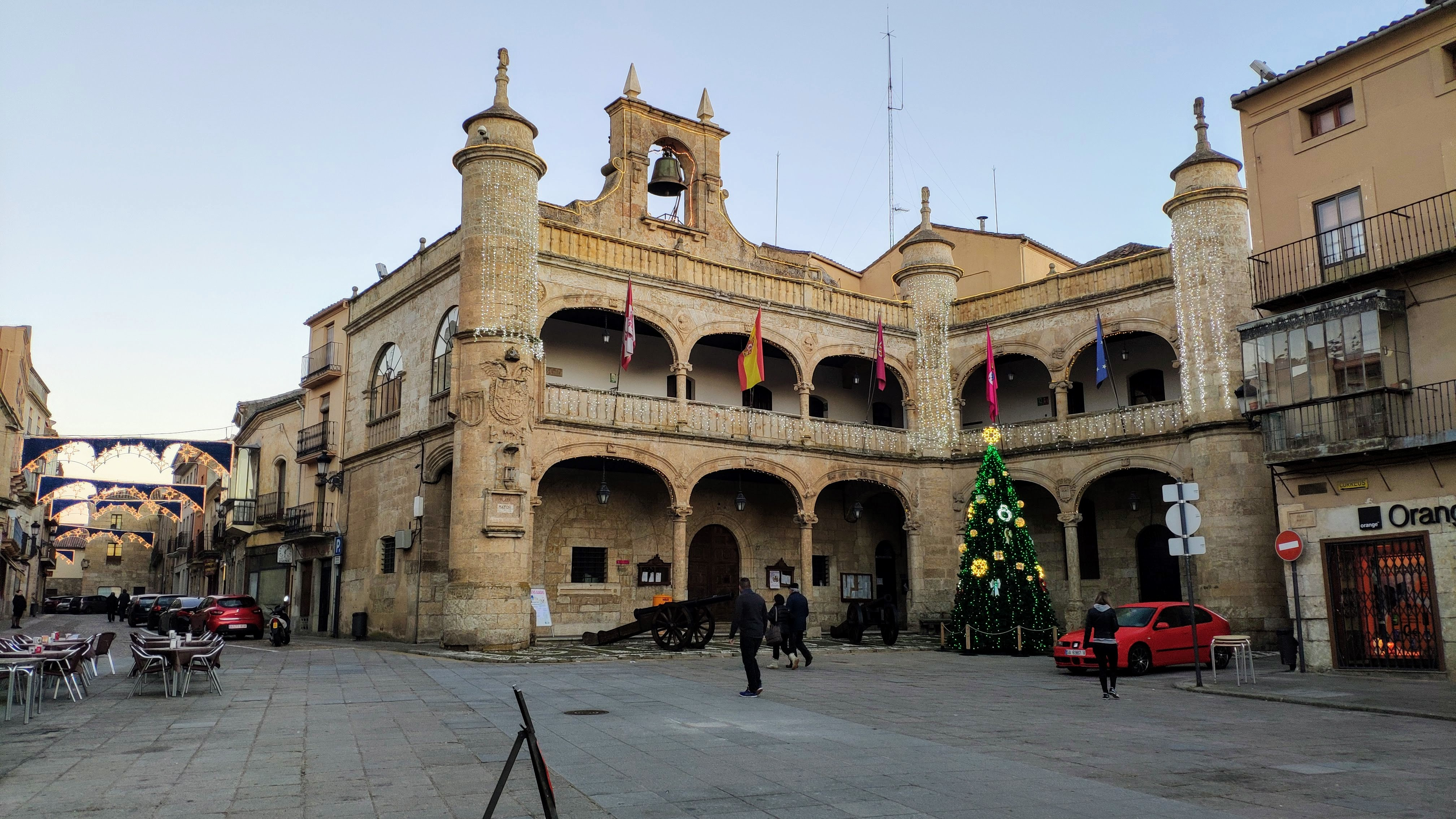
Sede (casa consitorial) do Ayuntamiento de Ciudad Rodrigo

Ayuntamiento (tradução literal em português: "ajuntamento"; em catalão: ajuntament), por vezes chamado de corporación municipal ou municipalidad, é o órgão executivo de um município em muitos países de língua espanhola, de certa forma equivalente à câmara municipal em Portugal e à prefeitura no Brasil.[a][carece de fontes?]
É comum ser um órgão colegial formado por concejales ou ediles (em português: edis ou vereadores), presidido por um alcalde (alcaide) ou, no caso do México, presidente municipal,<ref[a] equivalente ao presidente da câmara municipal em Portugal e ao prefeito no Brasil.[carece de fontes?]
Ayuntamiento pode também designar o edifício sede da instituição, embora o termo considerado mais correto seja casa consistorial.[a][carece de fontes?]
Ao contrário do que acontece, por exemplo, em Portugal, onde os municípios estão sempre divididos em divisões administrativas menores com os seus próprios órgãos eleitos de administração (freguesias no caso de Portugal), em Espanha o ayuntamiento é geralmente o órgão político-administrativo menor e mais próximo dos cidadãos, embora em alguns municípios maiores possa ser dividido administrativamente em bairros, distritos, delegações, sindicaturas ou pedanías (estas últimas de carácter mais rural).[carece de fontes?]